# Fernando Beltrán
Fernando Beltrán Cruz (Cidade do México, 8 de maio de 1998) é um futebolista mexicano que atua como meio-campista. Atualmente joga pelo Club Deportivo Guadalajara.

## Carreira
Beltrán estreou com o time titular de Matías Almeyda contra o Tigres UANL no Campeón de Campeones 2017 em 16 de julho de 2017, partida que terminou em derrota por 1–0. Em 25 de janeiro de 2020, ele marcou seu primeiro gol na Liga para o Guadalajara contra o Toluca em um empate por 2–2.

## Títulos
Guadalajara
- Liga dos Campeões da CONCACAF: 2018

México
- Jogos Olímpicos: 2020 (medalha de bronze)